# Església de la Santíssima Trinitat (Tavernes Blanques)
L'església de la Santíssima Trinitat és un temple catòlic situat al municipi de Tavernes Blanques i fou beneït l'any 1948. És un Bé de Rellevància Local amb identificador nombre 46.13.237-001.

## Descripció
La façana del temple és de rajola i de pedra blanca, amb un frontó triangular orientada al nord.
Té un campanar a l'esquerra de la façana, amb un rellotge mecànic sota el cos de les campanes. La decoració del presbiteri és de l'artista Luis Domingo García.

## Campanes
El campanar té quatre campanes, una dedicada a la Mare de Déu del Pilar fosa en l'any 1944, altra dedica a Sant Josep i refosa d'una campana anterior i es va badar en 1995, la mitjana es dedica a la Santíssima Trinitat, i de l'any 1941, i la campana gran està dedicada a la Mare de Déu dels Desemparats, patrona del poble datada de l'any 1969.